# 1972 год в истории железнодорожного транспорта
1972 год в истории железнодорожного транспорта

## События
- В СССР впервые система дистанционной защиты «Сейма-2» применена в сочетании с телеблокировкой.[1]
- 19 мая в УССР:
  - Открыта Малая Донецкая железная дорога имени В. В. Приклонского.
  - Открыта Запорожская детская железная дорога имени дважды Героя Советского Союза лётчика-космонавта П. Р. Поповича.

## Новый подвижной состав
- Завод Шкода выпустил два первых опытных электровоза ЧС2Т.
- Заводами EMD и GMD налажен выпуск тепловозов GP38-2 и SD40-2.
- На китайские железные дороги поступила партия электровозов 6G французского производства.